# Nórdico groenlandés

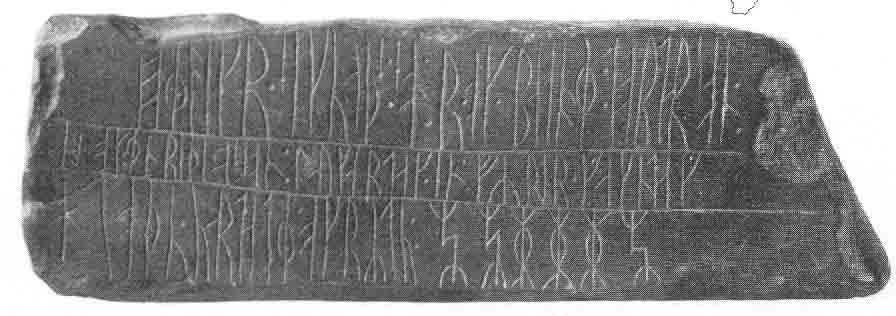
Piedra rúnica de Kingittorsuaq.

El nórdico groenlandés es un dialecto que perteneció a la rama nórdica, era hablado en los asentamientos nórdicos en Groenlandia hasta su desaparición a finales del siglo XV. El lenguaje está atestiguado en 80 estelas rúnicas, muchas de ellas son difíciles de fechar y es posible que no todas fueran escritas por gente nacida en Groenlandia.
Es difícil identificar, específicamente, debido al limitado material referido a textos sobre piedras rúnicas. Sin embargo, hay inscripciones mostrando el uso de t, históricamente la runa þ, en palabras como torir en lugar de Þorir y tana en lugar de Þana. Esta innovación lingüística es paralela al nórdico oocidental en el período Medieval tardío. Por otro lado, el groenlandés parece haber retenido algunas características que ya habían cambiado en otras lenguas Escandinavas. Que son hl y hr al iniciar una palabra, conservados del mismo modo en el islandés, y la vocal larga œ que se fusionó con æ.
Se cree que el groenlandés tuvo contacto con el idioma kalaallisut, el idioma de los Inuit que dieron como resultado el compartir palabras. En particular la palabra Kalaaleq (antiguamente Karaaleq), que significa groenlandés, derivada de skræling, el término nórdico dado a los nativos del norte de América; se sugiere que la palabra kona, que significa mujer, es de origen nórdico.
La evidencia disponible sobre el desuso del dialecto no es el desgaste de la lengua, sino la desaparición de los colonos.

## Texto de Ejemplo
La runa Kingittorsuaq data del 1300 D.C, descubierta cerca de Upernavik, al norte de los asentamientos; presuntamente tallada por exploradores nórdicos.
| Transcripción el=likr * sikuaþs : so=n:r * ok * baan=ne : torta=r son : ok enriþi * os son : laukardak*in : fyrir * gakndag hloþu * ua=rda te * ok rydu: | Traducción Erling Sigvatsson, Bjarne Thordarson y Enride Oddson, el día de lavado [sábado] antes de las rogaciones [25 de abril] alzaron este montículo y aclarando... [referido al despeje del terreno](?) |  |

El patronímico Tortarson (Nórdico Antiguo: Þórðarson) muestra el cambio de þ a t mientras que en la palabra hloþu (Islandés antiguo: hlóðu, Noruego Antiguo: lóðu) demuestra la retención de hl al iniciar una palabra.